# Wola Władysławowska
Wola Władysławowska (prononciation : [ˈvɔla vwadɨswaˈvɔfska]) est un village polonais de la gmina de Garwolin dans le powiat de Garwolin de la voïvodie de Mazovie dans le centre-est de la Pologne.
Il se situe à environ 15 kilomètres à l'ouest de Garwolin (siège du powiat) et à 47 kilomètres au sud-est de Varsovie (capitale de la Pologne).
Le village possède une population de 310 habitants.

## Histoire
De 1975 à 1998, le village appartenait administrativement à la voïvodie de Siedlce.